# Беличик, Билл
Уильям Стефен Беличик (англ. William Stephen Belichik; род. 16 апреля 1952 года, Нашвилл, штат Теннесси, США) — американский тренер по американскому футболу, в настоящее время главный тренер команды университета Северной Каролины в Чапел-Хилл, выступающей в Конференции Атлантического Побережья (ACC) Национальной Ассоциации Студенческого Спорта (NCAA).

## Юность
Беличик родился 16 апреля 1952 года в Нашвилле, штат Теннесси в семье Джаннетт (Манн) и Стива Беличика (урожденного Стефана Беличича). Билл был назван в честь тренера Билла Эдвардса, члена Зала Славы университетского футбола, который был его крестным отцом. У Беличика хорватские корни, его бабушка и дедушка Иван Беличич и Мария Баркович эмигрировали из хорватской деревни Драганич в Карловаце в 1897 году и поселились в Монессене, штат Пенсильвания.
Билл вырос в городе Аннаполис, штат Мэриленд, где его отец работал ассистентом тренера в футбольной команде Военно-морской академии США. Беличик говорил, что главным его футбольным учителем, был его отец, и он многому у него научился. Билл постоянно учился разбирать игры по видео в юном возрасте, наблюдая за тем как работают его отец и его коллеги. Он окончил высшую школу Аннаполиса в 1970 году вместе со своей одноклассницей Салли Брайс-О’Хара. В школе он играл в футбол и лакросс, причем лакросс был его любимым видом спорта. Он поступил в аспирантуру в Академию Филлипса в г. Андовер, штат Массачусетс, в намерением улучшить свои учебные показатели и поступить в хороший колледж. Через 40 лет в 2011 году школа включила его в Зал Спортивной Славы.
Затем Беличик учился в Уэслианском университете в Мидлтаун, штат Коннектикут, где он играл на позиции центра и тайтэнда. Кроме футбола он играл в сквош и лакросс, где был капитаном команды в свой последний год учебы в университете. Будучи членом общества Chi Psi, Билл получил степень бакалавра по экономике в 1975 году.

## Карьера
Беличик руководит всеми футбольными операциями «Пэтриотс», таким образом, занимая должность генерального менеджера. Он владеет множеством тренерских рекордов, включая шесть победных Супербоулов с «Нью-Ингленд Пэтриотс», а также два с командой «Нью-Йорк Джайентс», где он работал координатором защиты. Он часто признается одним из величайших тренеров в истории НФЛ действующими и бывшими игроками, коллегами и прессой.
Беличик начал свою тренерскую карьеру в 1975 году и стал защитным координатором команды «Нью-Йорк Джайентс» в 1985 года при тренере Билле Парселлсе. Парселлс и Беличик выиграли два Супербоула до того, как Беличик покинул клуб, чтобы стать главным тренером команды «Кливленд Браунс» в 1991 году. Он тренировал в Кливленде в течение 5 сезонов, до того как был уволен в 1995 году. Затем он воссоединился в Парселлсом, сначала в «Нью-Ингленд», где они проиграли Супербоул XXXI, а позже в «Нью-Йорк Джетс».
После того, как он был назначен главным тренером «Джетс», Беличик подал в отставку на следующий день, чтобы принять предложение возглавить «Нью-Ингленд Пэтриотс» 27 января 2000 года. С тех пор он 16 раз выигрывал Восточный дивизион АФК, 13 раз принимал участие в финале АФК, 9 раз принимал участие в Супербоуле и 6 раз выигрывал его. Беличик всего выигрывал восемь Супербоулов, если сложить его достижения как главного тренера и помощника.
Беличик является текущим рекордсменом по продолжительности пребывания на посту главного тренера, а также лидером по победам в плей-офф (31). Он находится на третьем месте по победам в регулярном сезоне (261). Он является одним из трех главных тренеров, которым удавалось выиграть 6 Супербоулов. Он также был Тренером Года НФЛ в сезонах 2003, 2007 и 2010 годов.
12 декабря стал главным тренером команды университета Северной Каролины по американскому футболу. На момент окончания тренерской карьеры в НФЛ на счету Беличика было 333 победы, до рекорда Дона Шулы в 347 выигранных игр оставалось 15 побед.

## Награды
- Орден Хорватской звезды с ликом Франьо Бучара (23 мая 2024 года, Хорватия)[4].